# Religió a Cap Verd
Religió a Cap Verd (2010)

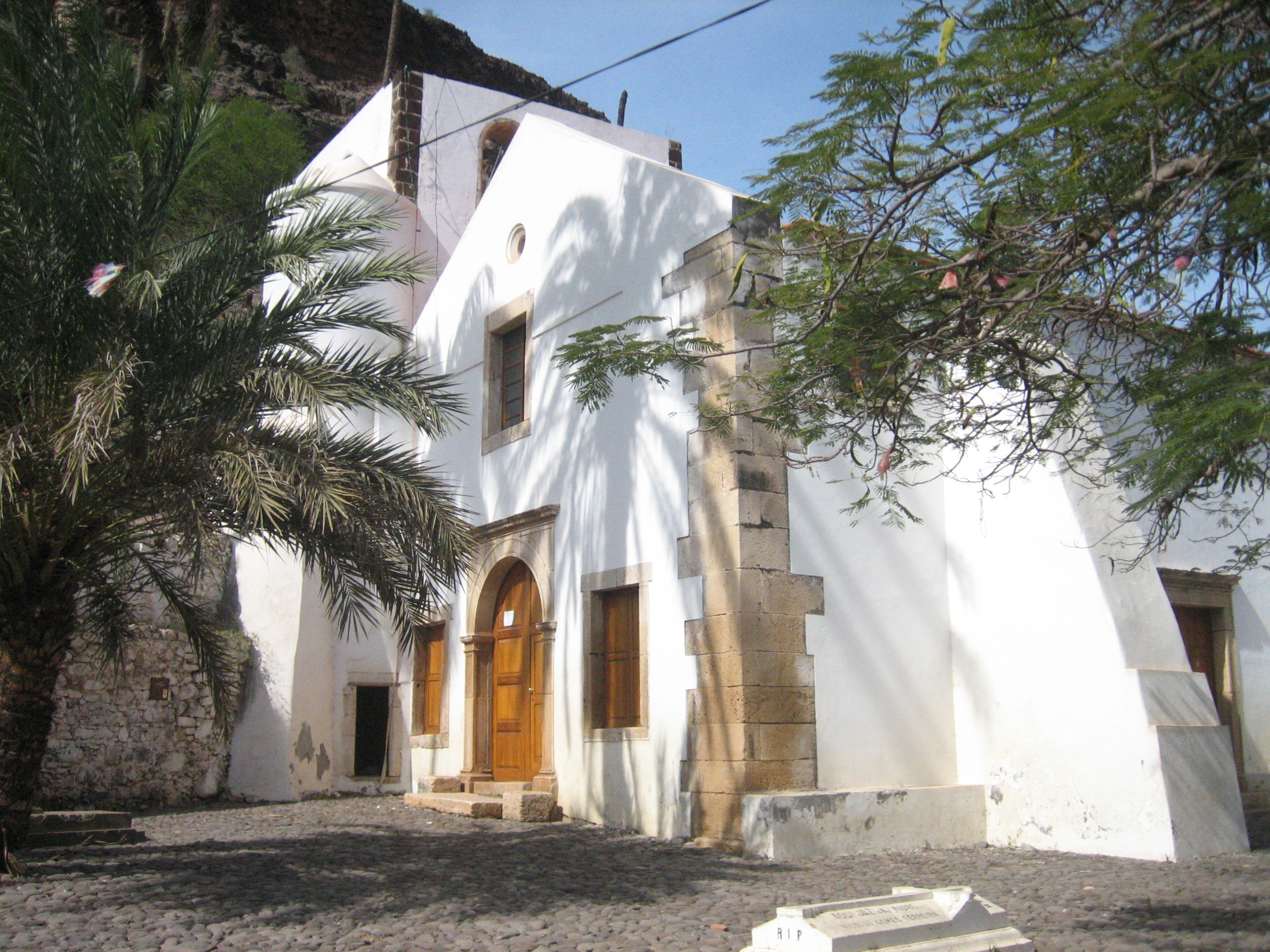
Església a Santiago, Cap Verd.

Aquest és un article sobre la religió a Cap Verd. Més del 93% de la població de Cap Verd és nominalment catòlica D'acord amb una enquesta informal feta per les esglésies locals. Un 5% de la població es protestant. La denominació protestant més estesa és l'Església del Natzarè.
Altres grups són l'Església Adventista del Setè Dia, l'Església de Jesucrist dels Sants dels Darrers Dies (Mormons), les Assemblees de Déu, l'Església Universal del Regne de Déu, l'Església Nova Apostòlica i altres grups pentecostalistes i evangèlics. Hi ha una petita comunitat Bahá'í i una petita comunitat musulmana. El nombre d'ateus s'estima en menys de l'1 % de la població.

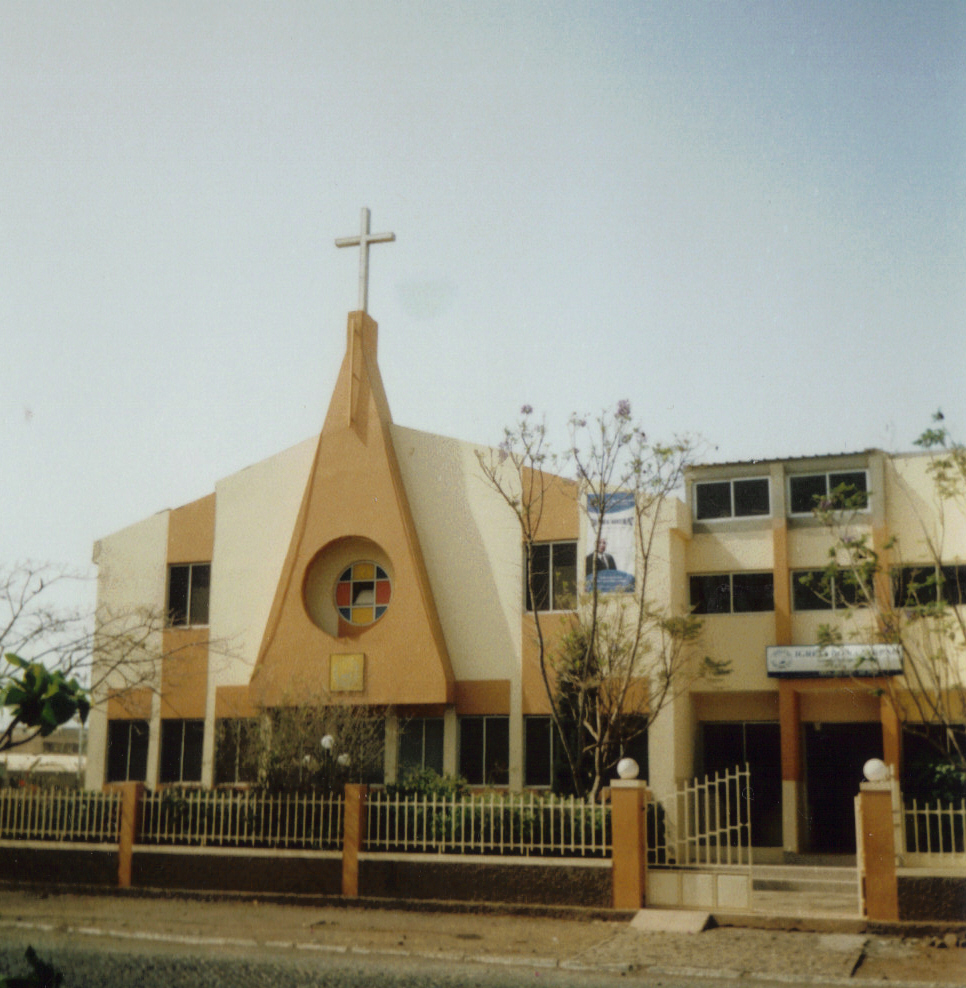
Església Protestant a Praia.

No hi ha associació entre diferències religioses i afiliacions ètniques o polítiques; tanmateix, la jerarquia catòlica es solidaritza amb el Moviment per la Democràcia (MPD), que va governar el país de 1991 a 2001. Mentre que molts catòlics havien estat hostils al Partit Africà per la Independència de Cap Verd (PAICV), que es va convertir en el partit de govern el 2001, alguns en són partidaris a causa del conflicte dins el partit MpD i la insatisfacció per l'acompliment d'aquest últim.
Hi ha grups de missioners estrangers predicant al país. La Constitució garanteix la llibertat de religió, i el Govern generalment respecta aquest dret en la pràctica.El govern dels Estats Units no ha rebut informes d'abusos socials o discriminació basada en la creença o pràctica religiosa.